# كأس تونس لكرة القدم للسيدات 2007–08
كأس تونس لكرة القدم للسيدات 2007–08 هو الموسم رقم 4 من كأس تونس لكرة القدم للسيدات. تنظمها الجامعة التونسية لكرة القدم والرابطة الوطنية لكرة القدم النسائية.
فاز بهذا الموسم نادي المعهد العالي للرياضة والتربية البدنية بالكاف.

## روابط خارجية
- صفحة كأس تونس لكرة القدم للسيدات على موقع كوووة.
- الموقع الرسمي للجامعة التونسية لكرة القدم.
- كأس تونس لكرة القدم للسيدات على موقع مؤسسة إحصاءات وثيقة لرياضة كرة القدم